# Pieter Anthonie van Welsenis
Pieter Anthonie van Welsenis (Rotterdam, 1866 – aldaar, 1938) was een Rotterdams drukker die aan het hoofd stond van de al sinds 1590 in Rotterdam bestaande boekdrukkerij Van Waesberge.
Na het overlijden van de laatste telg uit het geslacht Van Waesberge, Adriana Ingenata Petronella van Waesberge, kwam de leiding van de N.V. Wed. P. van Waesberge in handen van haar echtgenoot Adrianus van Welsenis, die op zijn beurt het bedrijf in 1906 overdroeg aan zijn zoon Pieter Anthonie. Hoewel het bedrijf geen stadsdrukkerij van Rotterdam meer was, bleef er een nauwe band tussen de gemeente Rotterdam en de drukkerij bestaan. Het was voor de handelsdrukkerijen een moeilijke tijd, terwijl de grote drukkerijen en in het bijzonder de dagbladpersen volop moderniseerden en met de industriële revolutie meegingen, bleven de kleine drukkersbedrijven in de ambachtelijke fase steken.
Het duurde zeker tot de Eerste Wereldoorlog voordat ook in deze bedrijven de moderne industriële methoden ingang vonden. Bij de modernisering van deze achtergebleven bedrijfstak speelde P.A. van Welsenis een belangrijke rol. In een poging de arbeidsvoorwaarden in het drukkersvak te verbeteren werden van overheidswege de Kamers van Arbeid opgericht. Van de Rotterdamse Kamer van Arbeid voor de drukkersbedrijven werd P.A. van Welsenis voorzitter. Onder zijn leiding kwam er een loonregeling voor drukkersgezellen tot stand, de voorloper van een cao voor het drukkersvak. Van Waesberge behoorde tot de eerste bedrijven die deze regeling voor haar personeel invoerde.
Ook bij de oprichting in 1906 van een Patroonsvereniging voor de grafische vakken had hij een grote rol en werd benoemd tot voorzitter van deze vereniging. Dankzij de activiteiten van de bond kwam er voor het eerst een collectief arbeidscontract voor het drukkersvak tot stand.
Vader en zoon Van Welsenis behoorden tot die ondernemers die al hard werkend en sober levend zich een vooraanstaande plaats in de Rotterdamse drukkerswereld wisten te verschaffen. We vinden P.A. dan ook als bestuurslid van diverse liefdadigheidsverenigingen, zoals de Armenraad, functies die werden vergeven aan vooraanstaanden in het Rotterdamse bedrijfsleven.
Het monumentale gebouw waar vanaf 1911 tot 2001 het ambacht drukken en zetten is uitgeoefend is na het verlaten door Van Waesberge aan de binnenkant verbouwd, terwijl het oude karakter van het gebouw aan de Banierstraat behouden is gebleven. De buitengevel is gerestaureerd als een herinnering aan het industriële verleden.